# 마더 데레사의 편지
《마더 데레사의 편지》(The Letters)는 미국에서 제작된 윌리엄 리에드 감독의 2014년 드라마 영화이다. 줄리엣 스티븐슨 등이 주연으로 출연하였고 콜린 아조파르디 등이 제작에 참여하였다.

## 출연

### 주연
- 줄리엣 스티븐슨
- 룻거 하우어
- 막스 폰 시도우

### 조연
- 틸로타마 쇼메
- 비핀 샤르마
- 크란티 레드카
- 마하바누 모디 코트왈
- 비제이 마유라
- 비벡 곰버
- 프라비쉬 다스
- 디팍 다드왈
- 마크 베닝턴
- 그렉 헤퍼넌
- 카이자드 코트월
- 아이야즈 아메드
- 라젠드라 굽타
- 소흐랍 아데셔
- 유서프 후세인
- 수하즈 칸드케
- 토니 코르도
- 마리안느 보고

## 기타
- 라인PD: 그렉 맥매너스
- 조감독: 콜린 아조파르디
- 조감독: 아비섹 센굽타
- 사운드슈퍼바이저: 딕켄 버글룬드
- 미술: 아만 모한 비드하테
- 세트: 아그네스 고비스
- 의상: 쉬타 방갈로리
- 의상: 앤드류 조슬린
- 배역: 테스 조셉